# Nahuel Pennisi
Nahuel Pennisi (Florencio Varela; 19 de octubre de 1990) es un músico y compositor argentino. Por su trabajo ganó cuatro Premios Carlos Gardel y fue nominado a tres Premios Grammy Latinos.

## Primeros años
Pennisi nació el 19 de octubre de 1990, en Florencio Varela, provincia de Buenos Aires, Argentina. Es una persona ciega de nacimiento por un cuadro de microftalmía y desde su infancia demostró interés en la música. A los cuatro años practicó con un teclado y más tarde aprendió a tocar el bajo y la guitarra de forma autodidacta. A los 16 años, aun cursando sus estudios secundarios, comenzó a tocar en las calles de Buenos Aires y tras su graduación se dedicó por completo a la música. De a 2007 hasta 2010 fue músico callejero, primero en la Peatonal de Lomas de Zamora, luego en la de Quilmes y terminó tocando en la Calle Florida.

## Carrera
En el 2009, participó por primera vez en el Festival Nacional de Folklore de Cosquín, donde conoció al guitarrista Luis Salinas quien lo invitó a tocar como artista invitado en uno de sus shows. En 2012 lanzó de manera independiente el álbum El Sueño de la Canción, que incluyó colaboraciones con otros músicos como el propio Salinas, Teresa Parodi, Chango Spasiuk, Rubén "Mono" Insaurralde y Popi Spatocco. Al año siguiente cantó el himno nacional argentino junto a Parodi en la inauguración de los Juegos Juveniles Parapanamericanos de 2013.

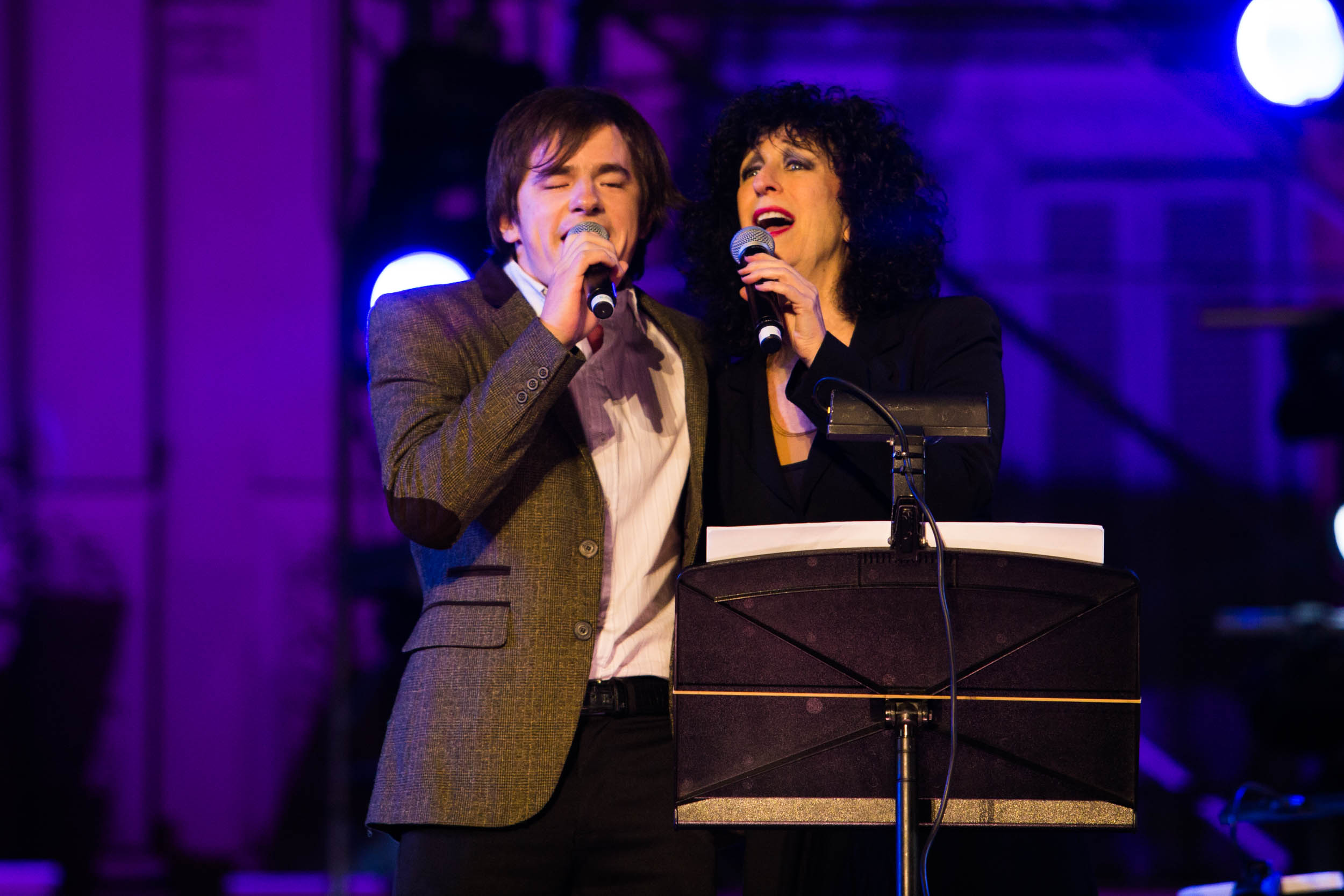
Pennisi cantando con Julia Zenko en 2015 en el marco de los festejos por el aniversario de la Revolución de Mayo.

El 11 de diciembre de 2015 dio a conocer su álbum de estudio debut titulado Primavera a través de Sony Music. Contó con la producción de Spatocco y Matías Zapata, e incluyó canciones con otros artistas como Franco Luciani, Hernán Langer y Parodi. Este contiene versiones de «El necio» de Silvio Rodríguez y «Oración del remanso» de Jorge Fandermole. Por este proyecto ganó el premio Carlos Gardel al Mejor álbum nuevo artista de folklore en 2016, y le valió una nominación en la categoría Mejor álbum folclórico en los Premios Grammy Latinos de ese año.
Su segundo álbum de estudio, Feliz, salió el 11 de agosto de 2017 también mediante Sony Music. Grabado y mezclado en Los Ángeles, Estados Unidos, consiste en catorce canciones producidas por Pablo Durand y compuestas por Pennisi junto a León Cuyé. El proyecto, que compila sesiones de música en vivo, contó con la participación de los guitarristas Dean Parks y Ramón Stagnaro, el bajista Jimmy Johnson, el percusionista Alex Acuña y Aaron Sterling en batería. La cantante de flamenco Niña Pastori colaboró en la canción «Somos». Por este trabajo ganó su segundo premio Carlos Gardel, esta vez en la categoría Mejor álbum instrumental-fusión-worldmusic, y recibió una nominación en los Premios Grammy Latinos de 2018 al Mejor álbum pop vocal. En 2019 fue invitado por la banda Kapanga para grabar el corte «Todavía», que se publicó más tarde en diciembre en plataformas digitales como adelanto de su siguiente álbum de estudio. La canción recibió una nominación en la edición de 2020 de los Premios Carlos Gardel, en la categoría Mejor canción de dueto - colaboración.

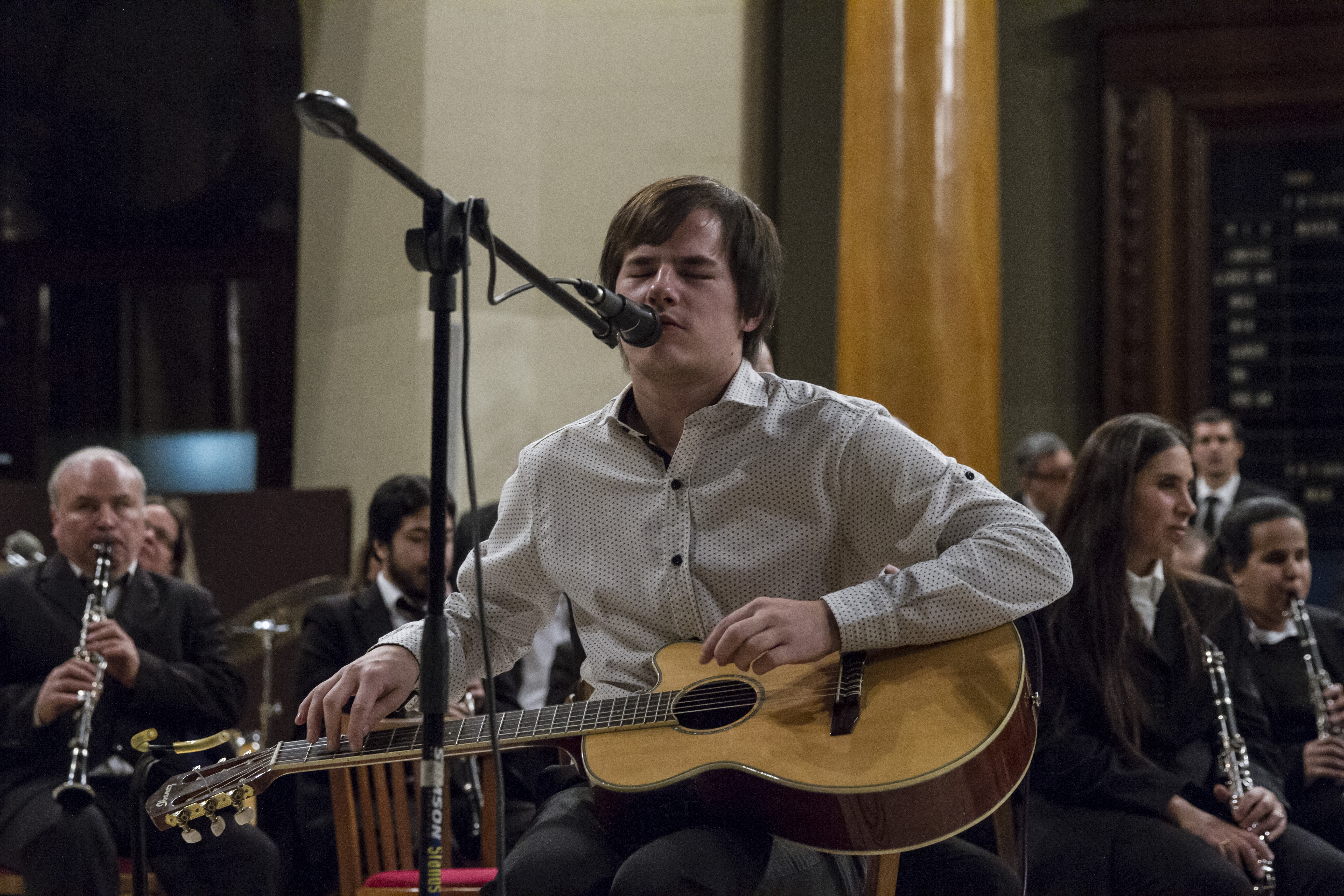
Pennisi junto a La Banda Sinfónica Nacional de Ciegos Pascual Grisolía, en un evento de 2016 en la Bolsa de Comercio de la Ciudad de Buenos Aires.

En la edición de 2020 del Festival Internacional de la Canción de Viña del Mar, Pennisi representó a Argentina en la competencia de folclore con su canción «Avanzar». Tras recibir puntajes de 6,5 y 6,8 en las primeras dos rondas, obtuvo el primer lugar con un promedio de 6,8 y dos gaviotas de plata por la mejor canción y ser el mejor intérprete de la competencia. Tras esto colaboró con la cantante puertorriqueña Kany García en «Lo que yo en ti veo», canción que se incluyó en su séptimo álbum Mesa para dos y recibió a su vez una nominación a Canción del año en los Premios Grammy Latinos. Otros artistas con los que colaboró fueron Abel Pintos en «Mundo» y Mila Manes en «Viaje al pasado»
A fines de ese año y tras dar a conocer los sencillos «Compañera», «Volver» y «Universo paralelo», Pennisi publicó su tercer álbum de estudio titulado Renacer, el 4 de diciembre de 2020. Con un repertorio de trece canciones, la mayoría producidas por Julio Reyes Copello, contiene tanto obras originales como versiones de otras conocidas, como «Hoy», escrita por Gian Marco e interpretada por Gloria Estefan, y «Hasta que me olvides», escrita por Juan Luis Guerra y cantada por Luis Miguel. Renacer ganó como Mejor álbum de folclore alternativo en la edición de 2021 de los Premios Carlos Gardel.
El 21 de septiembre de 2021 presentó su álbum en el Teatro Opera, e interpretó en conjunto con la banda La K’onga una versión en cuarteto de «Universo paralelo». Esta gozó de popularidad durante la temporada de verano en Argentina y hasta 2023 su video musical había cosechado más de doscientas millones de reproducciones solo en YouTube. En marzo de 2022 ascendió a la cuarta posición del ranking Argentina Hot 100 de Billboard, y se convirtió en la primera canción de Pennisi que ingresó a la lista musical, y también la primera en conseguir posicionarse en los primeros diez puestos. Ambos artistas la interpretaron en la ceremonia de los Premios Carlos Gardel 2022, donde recibió el galardón a la Mejor canción de cuarteto.
En 2022, Pennisi ganó el Premio consagración en el Festival Nacional de Doma y Folklore de Jesús María y también en el Festival Nacional de Folklore de Cosquín, doblete considerado histórico en el ámbito del folclore y que no se repetía desde 2015 con la premiación a la banda La Callejera. En Cosquín cantó con Abel Pintos su sencillo «Mundo» y la canción clásica «Fuego en Animaná». Fue en este año que emprendió una gira musical en su país llamada A solas, que comprendió además un show en Chile. En septiembre debutó como actor de teatro en la obra musical Regreso en Patagonia, con Fer Dente y Franco Masini. También incursionó en el género de cumbia con una colaboración con la agrupación La Delio Valdez en «La Noche», compuesta por Pennisi y Leonardo Ojeda, y producida por él mismo con arreglos de Agustín Zuanigh. Junto a Jay Mammon grabó una versión de la canción de Soda Stereo «Zona de promesas», y a fines de ese año fue telonero de tres recitales sinfónicos de la gira musical de Ricky Martin en Argentina.
En 2023 participó en la canción «Mi niña linda» del cantante mexicano Carlos Rivera, incluida en su álbum de 2023 Sincerándome.
En 2025 fue reconocido por la Fundación Konex con el Diploma al Mérito Konex como uno de los 5 mejores solistas de folklore de la década en Argentina.

## Vida personal
Pennisi está casado con Mayra Deleo con quien tiene dos hijos, Mateo y Alma. Ambos se conocieron en Tucumán, provincia natal de Deleo, en el marco de un festival donde él participó y ella trabajaba gestionando sus ruedas de prensa.

## Discografía
Álbum de estudio
| Título    | Detalles | Posicionamiento en listas | Certificaciones |
| Título    | Detalles | ARG                       | Certificaciones |
| --------- | --- | ------------------------- | --------------- |
| Primavera | - Lanzamiento: 11 de diciembre de 2015 - Discográfica: Sony Music - Formatos: CD, descarga digital y streaming | —                         |                 |
| Feliz     | - Lanzamiento: 4 de agosto de 2017 - Discográfica: Sony Music - Formatos: CD, descarga digital y streaming     | 19                        |                 |
| Renacer   | - Lanzamiento: 4 de diciembre de 2020 - Discográfica: Sony Music - Formatos: CD, descarga digital y streaming  | —                         |                 |

## Premios y nominaciones

### Festival Internacional de la Canción de Viña del Mar
| Año  | Categoría                                            | Trabajo                       | Resultado | Ref.   |
| ---- | ---------------------------------------------------- | ----------------------------- | --------- | ------ |
| 2020 | Festival Internacional de la Canción de Viña del Mar | Certamen de música folclórica | Ganador   | [ 33 ] |

### Premios Carlos Gardel
| Año  | Categoría                                  | Trabajo                            | Resultado | Ref.   |
| ---- | ------------------------------------------ | ---------------------------------- | --------- | ------ |
| 2016 | Mejor álbum nuevo artista de folklore      | Primavera                          | Ganador   | [ 8 ]  |
| 2018 | Mejor álbum instrumental-fusión-worldmusic | Feliz                              | Ganador   | [ 11 ] |
| 2020 | Mejor canción de dueto - colaboración      | «Todavía» (con Kapanga)            | Nominado  | [ 14 ] |
| 2021 | Mejor álbum de folclore alternativo        | Renacer                            | Ganador   | [ 20 ] |
| 2022 | Mejor canción de cuarteto                  | «Universo paralelo» (con La Konga) | Ganador   | [ 25 ] |

### Premios Grammy Latinos
| Año  | Categoría              | Trabajo                                 | Resultado | Ref.   |
| ---- | ---------------------- | --------------------------------------- | --------- | ------ |
| 2016 | Mejor álbum folclórico | Primavera                               | Nominado  | [ 9 ]  |
| 2018 | Mejor álbum pop vocal  | Feliz                                   | Nominado  | [ 12 ] |
| 2020 | Canción del año        | «Lo que yo en ti veo» (con Kany García) | Nominado  | [ 34 ] |

Nota: Por su trabajo en Feliz, Justin Moshkevich y Nick Baxter recibieron una nominación en la categoría Mejor arreglo para álbum en la edición de 2018 de los Premios Grammy Latinos.

### Premios Konex
| Año  | Disciplina          | Galardón          | Resultado |
| ---- | ------------------- | ----------------- | --------- |
| 2025 | Solista de Folklore | Diploma al Mérito | Ganador   |